# Emily Poppenborg Martin
Emily A. Poppenborg Martin ist eine Agrarwissenschaftlerin. Sie ist Professorin für Tierökologie an der Universität Gießen.

## Leben
Emily Poppenborg Martin studierte Agronomie und Ökologie an der AgroParisTech (Universität Paris-Saclay) und Universität Montpellier. Sie schloss 2008 als Agaringeneurin und mit einem M.Sc. in Ökologie ab. In Bayreuth wurde sie 2014 in der Biogeographie mit einer Arbeit zur biogeographischen Modellierung und Tierökologie promoviert. Anschließend arbeitete sie als Postdoc in der Abteilung für Tierökologie und Tropenbiologie der Universität Würzburg, wo sie auch 2020 habilitiert wurde.
Seit Oktober 2022 ist sie im deutschen universitären System Voll-Professorin (W3) für Tierökologie am Institut für Tierökologie und Spezielle Zoologie der Justus Liebig Universität Gießen.

## Wissenschaft
Poggenborg Martin setzt sich mit dem Verhältnis von landwirtschaftlicher Landnutzung und dem Erhalt der biologischen Vielfalt auseinander; ihr Ziel ist es landwirtschaftliche Nahrungsmittelproduktion innerhalb der ökologischen Nachhaltigkeit zu gewährleisten. Sie bezieht die sich immer schneller ändernden Umwelt-Bedingungen mit ein. Wissenschaftlich versucht sie empirische Daten, Modellierungen und Feldstudien zu den Auswirkungen von Politik, Landschafts- und Betriebsmanagement auf die biologische Vielfalt, die Ökosystemleistungen und die landwirtschaftliche Produktion zu synthetisieren.

## Publikationen
- A. Lieppa, Emily Poggenborg Martin et al (2025): Earth observations reveal impacts of climate variability on maize cropping systems in sub-Saharan Africa. GIScience & Remote Sensing
- Emily Popenborg Martin, Ingolf Steffan-Dewenter et al (2019): A global synthesis reveals biodiversity-mediated benefits for crop production. Science Advances
- Emily A Martin, Ingolf Steffan-Dewenter et al (2019): The interplay of landscape composition and configuration: new pathways to manage functional biodiversity and agroecosystem services across Europe. Ecology Letters